# 捷別爾達
43°26′38″N 41°44′43″E / 43.44389°N 41.74528°E
捷別爾達（俄语：Теберда́）是俄羅斯卡拉恰伊-切爾克斯共和國南部的一個城市，位於捷別爾達河畔，距首府切爾克斯克以南105公里。2002年人口7,827人。
1975年建市。